# Terminoflustra membranaceotruncata
Terminoflustra membranaceotruncata är en mossdjursart som först beskrevs av Smitt 1868.  Terminoflustra membranaceotruncata ingår i släktet Terminoflustra och familjen Flustridae. Inga underarter finns listade i Catalogue of Life.